# Erromenus labidus
Erromenus labidus là một loài tò vò trong họ Ichneumonidae.